# Тім Рім
Тімоті Майкл Рім (англ. Timothy Michael Ream, нар. 5 жовтня 1987, Сент-Луїс) — американський футболіст, захисник англійського клубу «Фулгем».
Виступав, зокрема, за клуби «Нью-Йорк Ред Буллз» та «Болтон Вондерерз», а також національну збірну США.

## Клубна кар'єра
Народився 5 жовтня 1987 року в місті Сент-Луїс. Вихованець юнацьких команд футбольних клубів «Сент-Луїс Скотт Галлахер» та Сент-Луїського університету.
У дорослому футболі дебютував 2008 року виступами за команду «Чикаго Файр», в якій провів один сезон, взявши участь у 19 матчах чемпіонату. 
Своєю грою за цю команду привернув увагу представників тренерського штабу клубу «Нью-Йорк Ред Буллз», до складу якого приєднався 2010 року. Відіграв за команду з Нью-Йорка наступні два сезони своєї ігрової кар'єри. Більшість часу, проведеного у складі «Нью-Йорк Ред Буллз», був основним гравцем захисту команди.
2012 року уклав контракт з клубом «Болтон Вондерерз», у складі якого провів наступні три роки своєї кар'єри гравця.  Граючи у складі «Болтона» також здебільшого виходив на поле в основному складі команди.
До складу клубу «Фулгем» приєднався 2015 року. Станом на 5 листопада 2022 року відіграв за лондонський клуб 244 матчі в національному чемпіонаті.

## Виступи за збірну
2010 року дебютував в офіційних матчах у складі національної збірної США.
У складі збірної був учасником розіграшу Золотого кубка КОНКАКАФ 2011 року у США, де разом з командою здобув «срібло», розіграшу Золотого кубка КОНКАКАФ 2015 року у США і Канаді, розіграшу Золотого кубка КОНКАКАФ 2019 року у трьох країнах, де разом з командою здобув «срібло», чемпіонату світу 2022 року у Катарі.
| Дата       | Місто          | Господарі         | Результат               | Гості                    | Турнір                                   | Голи | Примітки |
| ---------- | -------------- | ----------------- | ----------------------- | ------------------------ | ---------------------------------------- | ---- | -------- |
| 17-11-2010 | Дурбан         | ПАР               | 0 – 1                   | США                      | товариський матч                         | -    | 67'      |
| 23-1-2011  | Карсон         | США               | 1 – 1                   | Чилі                     | товариський матч                         | -    |          |
| 29-3-2011  | Нашвілл        | США               | 0 – 1                   | Парагвай                 | товариський матч                         | -    |          |
| 4-6-2011   | Фоксборо       | США               | 0 – 4                   | Іспанія                  | товариський матч                         | -    |          |
| 7-6-2011   | Детройт        | США               | 2 – 0                   | Канада                   | Кубок КОНКАКАФ 2011 - 1-й етап           | -    |          |
| 11-6-2011  | Тампа          | США               | 1 – 2                   | Панама                   | Кубок КОНКАКАФ 2011 - 1-й етап           | -    |          |
| 11-10-2011 | Гаррісон       | США               | 0 – 1                   | Еквадор                  | товариський матч                         | -    | 72'      |
| 3-9-2014   | Прага          | Чехія             | 0 – 1                   | США                      | товариський матч                         | -    | 46'      |
| 11-10-2014 | Іст-Ратерфорд  | США               | 1 – 1                   | Еквадор                  | товариський матч                         | -    | 62'      |
| 14-10-2014 | Бока-Ратон     | США               | 1 – 1                   | Гондурас                 | товариський матч                         | -    | 63'      |
| 18-11-2014 | Дублін         | Ірландія          | 4 – 1                   | США                      | товариський матч                         | -    | 87'      |
| 31-3-2015  | Цюрих          | Швейцарія         | 1 – 1                   | США                      | товариський матч                         | -    | 89'      |
| 3-7-2015   | Нашвілл        | США               | 4 – 0                   | Гватемала                | товариський матч                         | -    | 62'      |
| 10-7-2015  | Фоксборо       | США               | 1 – 0                   | Гаїті                    | Кубок КОНКАКАФ 2015 - 1-й етап           | -    |          |
| 25-7-2015  | Філадельфія    | США               | 1 – 1 д.ч. (2 - 3 п.п.) | Панама                   | Кубок КОНКАКАФ 2015 - матч за 3-тє місце | -    |          |
| 5-9-2015   | Вашингтон      | США               | 2 – 1                   | Перу                     | товариський матч                         | -    |          |
| 8-9-2015   | Фоксборо       | США               | 1 – 4                   | Бразилія                 | товариський матч                         | -    |          |
| 13-10-2015 | Оклахома-Сіті  | США               | 0 – 1                   | Коста-Рика               | товариський матч                         | -    | 64'      |
| 13-11-2015 | Сент-Луїс      | США               | 6 – 1                   | Сент-Вінсент і Гренадини | Відбір до ЧС 2018                        | -    |          |
| 17-11-2015 | Порт-оф-Спейн  | Тринідад і Тобаго | 0 – 0                   | США                      | Відбір до ЧС 2018                        | -    | 68'      |
| 22-5-2016  | Баямон         | Пуерто-Рико       | 1 – 3                   | США                      | товариський матч                         | 1    | 63'      |
| 24-3-2017  | Лос-Анджелес   | США               | 6 – 0                   | Гондурас                 | Відбір до ЧС 2018                        | -    | 70'      |
| 28-3-2017  | Панама         | Панама            | 1 – 1                   | США                      | Відбір до ЧС 2018                        | -    |          |
| 3-6-2017   | Санді          | США               | 1 – 1                   | Венесуела                | товариський матч                         | -    | 63'      |
| 11-6-2017  | Мехіко         | Мексика           | 1 – 1                   | США                      | Відбір до ЧС 2018                        | -    |          |
| 1-9-2017   | Остін          | США               | 0 – 2                   | Коста-Рика               | Відбір до ЧС 2018                        | -    |          |
| 22-3-2019  | Орландо        | США               | 1 – 0                   | Еквадор                  | товариський матч                         | -    | кап.     |
| 27-3-2019  | Х'юстон        | США               | 1 – 1                   | Чилі                     | товариський матч                         | -    |          |
| 6-6-2019   | Вашингтон      | США               | 0 – 1                   | Ямайка                   | товариський матч                         | -    | 59'      |
| 9-6-2019   | Цинциннаті     | США               | 0 – 3                   | Венесуела                | товариський матч                         | -    | 78'      |
| 19-6-2019  | Сент-Пол       | США               | 4 – 0                   | Гаяна                    | Кубок КОНКАКАФ 2019 - 1-й етап           | -    |          |
| 23-6-2019  | Клівленд       | США               | 6 – 0                   | Тринідад і Тобаго        | Кубок КОНКАКАФ 2019 - 1-й етап           | -    |          |
| 30-6-2019  | Філадельфія    | США               | 1 – 0                   | Кюрасао                  | Кубок КОНКАКАФ 2019 - чвертьфінал        | -    |          |
| 3-7-2019   | Нашвілл        | Ямайка            | 1 – 3                   | США                      | Кубок КОНКАКАФ 2019 - півфінал           | -    | кап.     |
| 7-7-2019   | Чикаго         | Мексика           | 1 – 0                   | США                      | Кубок КОНКАКАФ 2019 - Фінал              | -    | 83'      |
| 11-9-2019  | Маямі          | США               | 1 – 1                   | Уругвай                  | товариський матч                         | -    | кап.     |
| 12-10-2019 | Вашингтон      | США               | 7 – 0                   | Куба                     | Ліга націй КОНКАКАФ 2019—2020 - 2-й етап | -    |          |
| 16-10-2019 | Торонто        | Канада            | 2 – 0                   | США                      | Ліга націй КОНКАКАФ 2019—2020 - 2-й етап | -    | кап.     |
| 15-11-2019 | Орландо        | США               | 4 – 1                   | Канада                   | Ліга націй КОНКАКАФ 2019—2020 - 2-й етап | -    | кап.     |
| 19-11-2019 | Джорджтаун     | Куба              | 0 – 4                   | США                      | Ліга націй КОНКАКАФ 2019—2020 - 2-й етап | -    |          |
| 16-11-2020 | Вінер-Нойштадт | США               | 6 – 2                   | Панама                   | товариський матч                         | -    |          |
| 28-3-2021  | Белфаст        | Північна Ірландія | 1 – 2                   | США                      | товариський матч                         | -    |          |
| 30-5-2021  | Санкт-Галлен   | Швейцарія         | 2 – 1                   | США                      | товариський матч                         | -    | 61'      |
| 7-6-2021   | Денвер         | США               | 3 – 2 д.ч.              | Мексика                  | Ліга націй КОНКАКАФ 2019—2020 - Фінал    | -    | 82'      |
| 9-6-2021   | Санді          | США               | 4 – 0                   | Коста-Рика               | товариський матч                         | -    |          |
| 2-9-2021   | Сан-Сальвадор  | Сальвадор         | 0 – 0                   | США                      | Відбір до ЧС 2022                        | -    |          |
| Усього     |                | Матчів            | 46                      |                          | Голів                                    | 1    |          |